# نهائي كأس الولايات المتحدة المفتوح 2023
كانت نهائيات كأس لامار هنت الأمريكية المفتوحة لعام 2023 مباراة كرة القدم الهامة التي أُقيمت في 27 سبتمبر 2023، ملعب درايف بينك في فورت لودرديل، فلوريدا، الولايات المتحدة. شهدت المباراة منافسة بين فريق إنتر ميامي وفريق هيوستن دينامو لتحديد الفائز بالطبع الـ 108 من كأس الولايات المتحدة المفتوحة. يُعد هذا البطولة أقدم منافسة كأس في كرة القدم في الولايات المتحدة، والتي تُفتح لفرق كرة القدم المتصلة اتحاد الولايات المتحدة لكرة القدم، سواء كانت هاوية أو محترفة.
حقق نادي هيوستن داينامو فوزه بلقب كأس الولايات المتحدة المفتوحة للمرة الثانية بعد تغلبه على فريق إنتر ميامي بنتيجة 2-1 وذلك في دور النهائي الذي أُقيم على أرض مضيفهم في ميامي.

## النهائي
كأس لامار هنت الأمريكية المفتوحة هي منافسة سنوية في كرة القدم متاحة لفرق الكبار في الولايات المتحدة، التي تنتمي إلى الاتحاد الأمريكي لكرة القدم. يشمل مشاركو هذه المنافسة 99 فريقًا، منها فرق محترفة وفرق هاوية، باستثناء فرق الاحتياط وأكاديميات الفرق التي تمتلكها وتديرها مباشرة نوادي الدوري الرئيسي لكرة القدم الأمريكي (MLS). كانت بطولة عام 2023 هي النسخة الـ108 من كأس الولايات المتحدة المفتوحة، وهي أقدم بطولة كرة القدم مستمرة في الولايات المتحدة.
شاركت 26 فريقًا مؤهلاً من دوري الدوريات الرئيسي لكرة القدم، وذلك في الدوري الثالث والرابع، حيث واجهوا فرقًا من دوري USL بطولة (USLC) و دوري (USL) الأول (USL1) والرابطة الوطنية لكرة القدم المستقلة (NISA) والدوريات الهاوية. اعتبارًا من الدور الثالث، نُظم المشاركين في مجموعات تتألف من أربعة إلى ستة فرق بناءً على الموقع الجغرافي، وسٌحبت الأزواج وفقًا لذلك. وحُددت المضيفين من خلال سحب عشوائي، مع منح الأفضلية للملاعب التي تفي بالمعايير الدنيا للبطولة. وكان الفريقان اللذان وصلا إلى المباراة النهائية هما إنتر ميامي CF وهيوستن داينامو FC، وكلاهما ينتميان إلى MLS وسبق لهما أن التقيا في الموسم العادي في أبريل، حيث فاز هيوستن بالمباراة 1-0 في ميدانه.

## نادي إنتر ميامي
انضم نادي إنتر ميامي CF إلى دوري الدوريات الرئيسي لكرة القدم (MLS) كفريق توسعة في عام 2020. وشاركوا في كأس الولايات المتحدة المفتوحة لأول مرة في عام 2022، حيث تم الإقصاء في دور الـ16 على يد منافسيهم في الولاية أورلاندو سيتي، بعد فوزهم في ركلات الترجيح. شاركوا في الدور الثالث من كأس الولايات المتحدة لعام 2023 إلى جانب الفرق الأخرى في MLS، وسُحبهم لمواجهة نادي ميامي FC، وهو فريق من USLC ينتمي إلى نفس المنطقة. أُقيمت المباراة على أرض ميامي FC في ملعب FIU Stadium، وانتهت بركلات الترجيح بعد انتهاء الوقت الأصلي والإضافي بالتعادل 2-2. نجح إنتر ميامي CF في الفوز في ركلات الترجيح بنتيجة 5-3 في وقت كانوا يعانون فيه من سلسلة خسارات بلغت ست مباريات متتالية في الدوري.
تقدم الفريق إلى دور الـ32 واستضاف نادي تشارلستون بيتري من USLC، حيث فازوا 1-0 من خلال هدف عكسي. بعد ذلك، سافر إنتر ميامي CF لمواجهة ناشفيل إس سي، الذي خسر أمامهم قبل ستة أيام من مباراة دور الـ16. فاز فريق ميامي 2-1 وأنهوا سلسلة ناشفيل المتفوقة لثماني مباريات بعد توقف المباراة لنصف ساعة بسبب تأخير بسبب البرق. دخل المهاجم نيكولاس ستيفانيلي المباراة كبديل في الشوط الثاني وسجل هدف الفوز في الدقيقة 73، معادلًا التقدم الذي حققه الفريق في الدقيقة 57 من خلال فرانكو نيجري.
ثم سجَّل ستيفانيلي هدف المباراة الوحيد في فوز إنتر ميامي CF 1-0 في ربع النهائي في يونيو ضد نادي بيرمينغهام لجيون، فريق USLC الذي استضاف المباراة وأسس رقماً قياسياً لحضور المباريات في ولاية ألاباما. قام نادي ميامي بتغييرات كبيرة في فريقه خلال الشهرين بين جولات البطولة من خلال تعيين المدير جيراردو "تاتا" مارتينو وتوقيع عقود مع نجوم دوليين مثل ليونيل ميسي وجوردي ألبا وسيرجيو بوسكيتس، الذين سبق لهم اللعب في نادي برشلونة. بعد أربعة أيام من فوزهم في نهائي كأس الدوريات، سافر إنتر ميامي CF لمواجهة نادي FC سينسيناتي في نصف نهائي كأس الولايات المتحدة. تقدم سينسيناتي بنتيجة 2-0 في بداية الشوط الثاني، لكن هدفي ميسي كمساعدة لليوناردو كامبانا تم تحويلهما - الثاني في الوقت بدل الضائع - ليجبرا اللقاء على الوقت الإضافي. أحرز يوزيف مارتينيز هدفاً ليمنح ميامي تقدماً بنتيجة 3-2 حتى أدرك يويا كوبو التعادل لصالح سينسيناتي وانتهت المباراة بالتعادل 3-3. في الجولة الخامسة من ركلات الترجيح، تم إنقاذ ركلة نيك هاغلوند بواسطة دريك كاليندر، وأحرز الصاعد بنجامين كريماشي هدفًا ليمنح إنتر ميامي CF مكانًا في نهائي كأس الولايات المتحدة.

## نادي هيوستن دينامو
فاز نادي هيوستن داينامو بنسخة عام 2018 من كأس الولايات المتحدة ضد نادي فيلادلفيا يونيون ولم يكن قد عاد إلى النهائي حتى ذلك الحين. كان الفريق قد تم إعادة بناؤه بالكامل تحت قيادة المدير الفني الجديدبن أولسن. دخل هيوستن النسخة لعام 2023 في الدور الثالث وواجه فريق تامبا باي راوديز من USLC في مباراة بالخارج في فلوريدا. فاز دينامو 1-0 من خلال هدف من المهاجم المراهق بروكلين رينز قبل نهاية الشوط الأول وعدة تصديات من حارس المرمى أندرو تاربيل للحفاظ على نظافة الشباك.
تأهل فريق هيوستن إلى دور الـ32 واستضاف نادي سبورتينغ كانساس سيتي، الذي تغلب عليه بنتيجة 1-0 بفضل هدف بقدم من ثورليفور أولفارسون من خارج منطقة الجزاء في الدقيقة 11. تم طرد تشايس جاسبر ببطاقة حمراء في الدقيقة 35، ولكن الفريق استمر في الحفاظ على نظافة الشباك. استضاف دينامو مباراتهم في دور الـ16 ضد نادي مينيسوتا يونايتد FC وواصلوا سلسلة عدم استقبال الأهداف في كأس الولايات المتحدة بفوز بنتيجة 4-0. سجل كوري بيرد هاتريك، بما في ذلك ضربة جزاء في الشوط الأول، وانضم إليه إبراهيم عليو - البديل - بتسجيل هدف في الشوط الثاني لصالح هيوستن.
فاز فريق هيوستن داينامو 4-1 خارج أرضه أمام نادي شيكاغو فاير FC في ربع النهائي، حيث أحرز أمين باسي هدفًا من ركلة جزاء وسجل إبراهيم عليو هدفين، بالإضافة إلى هدف لنيلسون كينونيز من عرضية من هيكتور هيريرا في الدقيقة 74. عاد الفريق إلى ملعب شيل إنرجي ستاديوم في هيوستن لمباراة الدور نصف النهائي ضد نادي ريال سولت ليك. سجل هيريرا في الوقت بدل الضائع في الشوط الأول ليمنح هيوستن تقدمًا تم محوه بعد ذلك برأسية أندرسون خوليو. انتهت المباراة بالتعادل 1-1 في نهاية الوقت الأصلي. خلال الوقت الإضافي، استعاد هيوستن التقدم من خلال تسديدة من أدالبيرتو كاراسكيلا في الدقيقة 105، تلاها مشاجرة بين اللاعبين بعد طرد برايان فيرا. سجل لويس كايسيدو الهدف النهائي لهيوستن في الدقيقة الخامسة من وقت التوقف ليمنح الفريق الفوز بنتيجة 3-1. مع بلوغهم للنهائي، تأهل هيوستن أيضًا لكأس أبطال كونكاكاف لعام 2024، بينما كان فريق إنتر ميامي CF قد تأهل بالفعل من خلال فوزهم بكأس الدوريات.

## المكان
أُقيمت المباراة النهائية في ملعب DRV PNK في فورت لودرديل، فلوريدا، وهو ملعب يتسع لـ 21,000 متفرج ويعد ملعب الفريق المستضيف إنتر ميامي CF. وقد أشار المالك للفريق، خورخي ماس، في مقابلة صحفية إلى أن استضافة المباراة في ملعب هارد روك الأكبر كانت واحدة من الخيارات الممكنة. اُجريت قرعة من قبل الاتحاد الأمريكي لكرة القدم في 8 يونيو لتحديد أولوية استضافة نصف النهائي والنهائي، وكانت الأولوية لنادي ريال سولت ليك، تلته إنتر ميامي CF، وثم FC سينسيناتي. وكانت تذاكر المباراة معروضة على المواقع الثانوية بأسعار تتراوح بين 150 إلى 4,000 دولار في يوم المباراة.

## البث
في الولايات المتحدة، تم بث المباراة النهائية على قناة شبكة سي بي اس الرياضية وخدمة البث باراماونت+ باللغة الإنجليزية. كما تم بث المباراة باللغة الإسبانية على قناة تليموندو وأونيفيرسو، وشمل بث اللغة الإسبانية برنامجًا تمهيديًا للمباراة مدته 30 دقيقة. وكان بث المباراة على الراديو متاحًا باللغة الإسبانية على شبكة "فوتبول دي بريميرا". وشمل إجمالي 52 جهة بث دولية تغطية المباراة، بشكل رئيسي من أمريكا اللاتينية.

## ملخص المباراه
سيطر فريق هيوستن على معظم فترات الشوط الأول وأحدث العديد من الهجمات التي استدعت تدخلاً مبكراً من درايك كاليندر. تقدم الفريق الضيف في الدقيقة 24 من خلال هدف من غريفين دورسي، تلاها ركلة جزاء في الدقيقة 33 لصالح هيوستن بسبب خطأ من دياندري يدلين. نفذ أمين باسي ركلة الجزاء ليمنح فريق هيوستن تقدمًا بنتيجة 2-0 في نهاية الشوط الأول. قام فريق ميامي بإجراء عدة تعديلات في الشوط الثاني، بما في ذلك إضافة جوزيف مارتينيز، لكنهم فشلوا في تحقيق أغلب فرصهم. سجل هيوستن هدفاً ثالثاً في الدقيقة 73 تم إلغاؤه بسبب تدخل الحكم ب الفيديو بسبب التسلل. أحرز مارتينيز هدف العزاء في الوقت بدل الضائع، وفاز فريق هيوستن 2-1 ليحققوا لقبهم الثاني في كأس الولايات المتحدة.